# Peter Boroš
Peter Boroš (* 17. února 1980, Banská Bystrica) je slovenský fotbalový brankář. Od roku 2003 působí v FK Dukla Banská Bystrica.

## Fotbalová kariéra
Svoji fotbalovou kariéru začal v FK Dukla Banská Bystrica, kde s výjimkou 1½letého angažmá v maďarském Nyíregyháza Spartacus FC působí dodnes (prosinec 2014). Po příchodu Tomáše Belice vykonává střídavě pozici prvního a druhého brankáře. V sezoně 2012/2013 odehrál přibližně polovinu odehraných zápasů.